# Victoria Krug
Victoria Krug (* 12. Januar 1998 in Forst (Lausitz)) ist eine deutsche Fußballspielerin, die seit 2021 bei RB Leipzig unter Vertrag steht.

## Karriere

### Vereine
Krug begann in Drebkau beim dort ansässigen Mehrspartensportverein SV Einheit Drebkau mit dem Fußballspielen. Im Alter von zwölf Jahren stieß sie zur Jugendabteilung des 1. FFC Turbine Potsdam. Obwohl noch für die B-Juniorinnen spielberechtigt, wurde sie ab der Saison 2014/15 mehrheitlich in der  Zweiten Frauenmannschaft eingesetzt; bei allen 16 Partien, die sie in der Zweiten Bundesliga absolvierte, stand sie in der Startelf. Überdies bestritt sie am 27. September 2014 ihr Pflichtspieldebüt für die Erste Mannschaft: Beim 8:0-Sieg über den Viertligisten Germania Hauenhorst in der zweiten Runde des DFB-Pokals wurde sie über die volle Spielzeit eingesetzt. Ihr Bundesligadebüt gab sie jedoch erst in der Folgesaison am 15. November 2015 (8. Spieltag) bei der 0:1-Niederlage im Heimspiel gegen den FF USV Jena. Ihr erstes Pflichtspieltor gelang ihr am 26. März 2017 (15. Spieltag) beim 1:0-Sieg im Auswärtsspiel gegen den Bramfelder SV.
Nachdem sie sich wenige Wochen zuvor in Winston-Salem an der dort ansässigen Wake Forest University für ein Studium eingeschrieben hatte und in deren Sport-Team, die Demon Deacons, aufgenommen worden war, wurde Krug im Mai 2017 in Potsdam verabschiedet und begab sich in die Vereinigten Staaten. Für die Demon Deacons absolvierte sie bis zum 31. Oktober 2019 insgesamt 59 Meisterschaftsspielen in der Atlantic Coast Conference. Ihr Studium schloss sie mit dem akademischen Grad Bachelor ab.
Nach ihrer Rückkehr nach Deutschland schloss sie sich im Sommer 2020 dem Bundesliganeuling SV Meppen an. Für die Emsländerinnen, die nach nur einem Jahr wieder den Gang in die Zweitklassigkeit antreten mussten, bestritt sie 20 Punkt- und drei Pokalspiele. Zur Saison 2021/22 wurde sie von RB Leipzig verpflichtet und erhielt dort zunächst einen Zweijahresvertrag.

### Nationalmannschaft
Ihren ersten Einsatz für eine DFB-Auswahl hatte Krug am 3. September 2013 in Jessheim beim Freundschaftsspiel der U-16-Nationalmannschaft gegen  Norwegen (3:1). Mit der U16 gewann sie im Juli 2014 den Nordic Cup, dabei wurde sie in allen vier Spielen eingesetzt.
Für die U-17-Nationalmannschaft bestritt sie in den Jahren 2014 und 2015 insgesamt 13 Länderspiele. Bei der Europameisterschaft 2015 kam sie in allen drei Gruppenspielen sowie im mit 0:1 gegen die Schweiz verlorenen Halbfinale zum Einsatz.
Ihr einziges Länderspiel für die U-19-Nationalmannschaft absolvierte sie am 17. September 2015 beim 7:0-Sieg gegen Kasachstan im Rahmen der Qualifikation für die Europameisterschaft 2016.

## Erfolge
- Nordic-Cup-Sieger 2014
- Meister 2. Bundesliga: 2023 (mit RB Leipzig)